# Беніта Ферреро-Вальднер
Бені́та Ферре́ро-Ва́льднер (нім. Benita Ferrero-Waldner, нар. 5 вересня 1948, Зальцбург, Австрія) — австрійська політична діячка і дипломат, член консервативної Австрійської народної партії (ÖVP). У 2000—2004 роках займала пост міністра закордонних справ Австрії. Беніта Ферреро-Вальднер була кандидаткою від Австрійської народної партії на виборах президента Австрії в 2004 р., які вона з невеличким розривом програла, набравши 47,6 % голосів. З 2004 по 2009 рік перебувала на посаді Європейського комісара з зовнішніх відносин і європейської політики добросусідства, а з 2009 по 2010 рік на посаді Європейського комісара з торгівлі і європейської політики добросусідства.

## Кар'єра
Народилася в Зальцбурзі, склала іспити на атестат зрілості в 1966 р., потім вивчала право, здобувши докторський ступінь у Зальцбурзькому університеті в 1970 р. До 1983 р. працювала в приватному секторі. Лише в 1984 р. вступила на дипломатичну службу.
Одна з найвпливовіших її посад — шеф протоколу Генерального секретаря Бутроса Галі в штаб-квартирі ООН в Нью-Йорку.
З 1995 до 2000 року займала посаду заступниці державного секретаря в двох урядах, очолюваних соціал-демократами Францом Враніцкі та Віктором Кліма відповідно. Коли на початку 2000 року канцлером Австрії став Вольфганг Шюссель, він зробив Ферреро-Вальднер своїм міністром закордонних справ, посаду вона займала до жовтня 2004 року, коли їй на зміну прийшла Урсула Пласнік.
У січні 2004 року було оголошено, що Ферреро-Вальднер балотуватиметься на посаду Федерального президента замість Томаса Клестіля, чий строк повноважень закінчувався в липні 2004 року. Її кандидатуру підтримала Австрійська народна партія; її єдиним суперником був Гайнц Фішер. Одначе вона програла австрійські президентські вибори 25 квітня 2004 року.
Наприкінці липня 2004 року Ферреро-Вальднер призначено наступницею Франца Фішлера на посаді Європейського комісара від Австрії. Вона обійняла посаду 22 листопада. Відала закордонними справами та європейською політикою сусідства.
Як Єврокомісару у закордонних справах, пані Ферреро-Вальднер приписують ключову дипломатичну роль у визволенні 24 липня 2007 року п'ятьох болгарських медсестер і палестинського лікаря з лівійського полону, де вони провели понад 8 років за звинуваченням у цілеспрямованому зараженні дітей ВІЛ, продовжуючи наполягати на своїй невинності. Комісар здійснила багато поїздок до Лівії та зустрічалася з ув'язненими на регулярній основі. Вона також працювала над поліпшенням умов для дітей, інфікованих ВІЛ/СНІДом.
У вересні 2009 р. вона змагалася за посаду Генерального директора ЮНЕСКО, але програла болгарській кандидатці Ірині Боковій.
У 2010 р. ввійшла до складу наглядової ради німецької перестрахувальної компанії Munich Re.

## Особисте життя
З 1974 до 1983 року Вальднер була в шлюбі з баварським шкільним учителем Вольфгангом Штерром. У 1993 році одружилася з викладачем іспанської та латиноамериканської літератури Віденського університету Франциско Ферреро Кампосом.
Після того як її попередній шлюб було, нарешті, анульовано, як цього вимагають канони католицької церкви, Ферреро-Вальднер у грудні 2003 року уклала з чоловіком і церковний шлюб. Хоча церемонія вінчання пройшла в вузькому колі найближчих людей, ця звістка відразу просочилася в пресу. Деякі з критиків Ферреро-Вальднер заявили, що це було зроблено, аби привернути на свій бік потенційний електорат, оскільки федеральний президент Австрії обирається прямим голосуванням, а Австрія це переважно римо-католицька країна, де глибоко шануються традиції. 
Дітей не має.